# Initiative populaire « pour l'interdiction des armes atomiques »
L'initiative populaire « pour l'interdiction des armes atomiques » est une initiative populaire suisse, rejetée par le peuple et les cantons le 1er avril 1962.

## Contenu
L'initiative propose d'ajouter un article 20bis à la Constitution fédérale afin d'interdire, au niveau fédéral, « la fabrication, l'importation, le transit, l'entrepôt et l'emploi » d'armes nucléaires.
Le texte complet de l'initiative peut être consulté sur le site de la Chancellerie fédérale.

## Déroulement

### Contexte historique
En 1946, le Département militaire fédéral met en place une « commission d'étude pour les questions atomiques » chargée d'examiner les différentes possibilités offertes à la Suisse en matière d'armement atomique. Par la suite, en 1957, une demande pour mettre en place une défense atomique est transmise au gouvernement fédéral par la Société suisse des officiers, demande approuvée par le Conseil fédéral l'année suivante dans un rapport publié le 11 juin 1958 qui précise que de telles armes sont utiles « non seulement à un agresseur, mais aussi [..] à un défenseur, dont les moyens s'en trouveraient renforcés dans une très large mesure » et que, donc, « il importe par
conséquent de donner à l'armée les moyens les plus efficaces, armes atomiques comprises, pour lui permettre de maintenir notre indépendance et de protéger notre neutralité ».
Cette déclaration, bien que présentée comme une vision stratégique et comme une déclaration de principe, provoque de vives réactions dans les pays voisins qui comprennent que la Suisse allait immédiatement procéder à l'acquisition d'armes atomiques.  Ces mêmes réactions se reflètent à l'intérieur du pays ou plusieurs groupes pacifiques religieux fondent la même année le Mouvement suisse contre l'armement atomique et lancent cette initiative pour contrer la volonté du gouvernement.

### Récolte des signatures et dépôt de l'initiative
La récolte des 50 000 signatures a commencé au début du mois de juin 1958, la date exacte n'a pas été conservée. L'initiative a été déposée le 29 avril 1959 à la chancellerie fédérale qui l'a déclarée valide le 19 mai.

### Discussions et recommandations des autorités
Le parlement et le Conseil fédéral recommandent le rejet de cette initiative. Dans son rapport aux chambres fédérales, le gouvernement, tout en affimant ne pas vouloir en principe acquérir de telles armes et être conscient « du danger que constituerait pour l'humanité le déclenchement d'une guerre atomique absolue », juge que l'interdiction totale prônée par l'initiative pourrait avoir des conséquences graves selon l'évolution politique mondiale, la recherche sur les armes tactiques étant alors en plein développement.

### Votation
Soumise à la votation le 1er avril 1962, l'initiative est refusée par 15 6/2 cantons et par 65,2 % des suffrages exprimés. Le tableau ci-dessous détaille les résultats par cantons :

## Effets
En parallèle à cette initiative, une seconde, plus mesurée sur le même sujet est lancée par le Parti socialiste suisse. Elle est également rejetée en votation le 26 mai 1963. À la suite de ces deux résultats, la commission mandatée par le Département militaire va poursuivre ses travaux, en particulier pour comparer la production d'armes tactiques dans le pays avec leur achat à l'étranger ; sans que la question ne soit définitivement tranchée, plusieurs évènements vont faire progressivement changer d'opinion les dirigeants politiques : le manque d'uranium (dont la recherche dans les Alpes s'est révélée infructueuse) interdit la construction de plusieurs bombes, les coûts estimés à 2,1 milliards de francs sur 30 ans sont bien trop élevés alors que le déclenchement en 1964 de l'affaire des Mirages provoque une crise de confiance de la population envers l'armée.
Pour toutes ses raisons, le Conseil fédéral va progressivement changer d'option et défendre le concept la non-dissémination couplé à une défense conventionnelle. En 1969, la Suisse signe le traité sur la non-prolifération des armes nucléaires ; elle ne ratifie cependant ce traité qu'en 1976, à la suite d'oppositions au Conseil des États.